# Fuat Sezgin
Mehmet Fuat Sezgin (* 24. Oktober 1924 in Bitlis; † 30. Juni 2018 in Istanbul) war ein türkischer Orientalist, Islamwissenschaftler und Wissenschaftshistoriker. Er lehrte ab 1961 an der Universität Frankfurt am Main, war dort bis zu seiner Emeritierung Professor für Geschichte der Naturwissenschaften sowie Gründer und erster Leiter des Instituts für Geschichte der arabisch-islamischen Wissenschaften. Sezgin gilt als Pionier der Erforschung der islamischen Wissenschaftskultur in arabischer Sprache. Mit seiner Geschichte des arabischen Schrifttums hat er ein international angesehenes Standardwerk geschaffen.

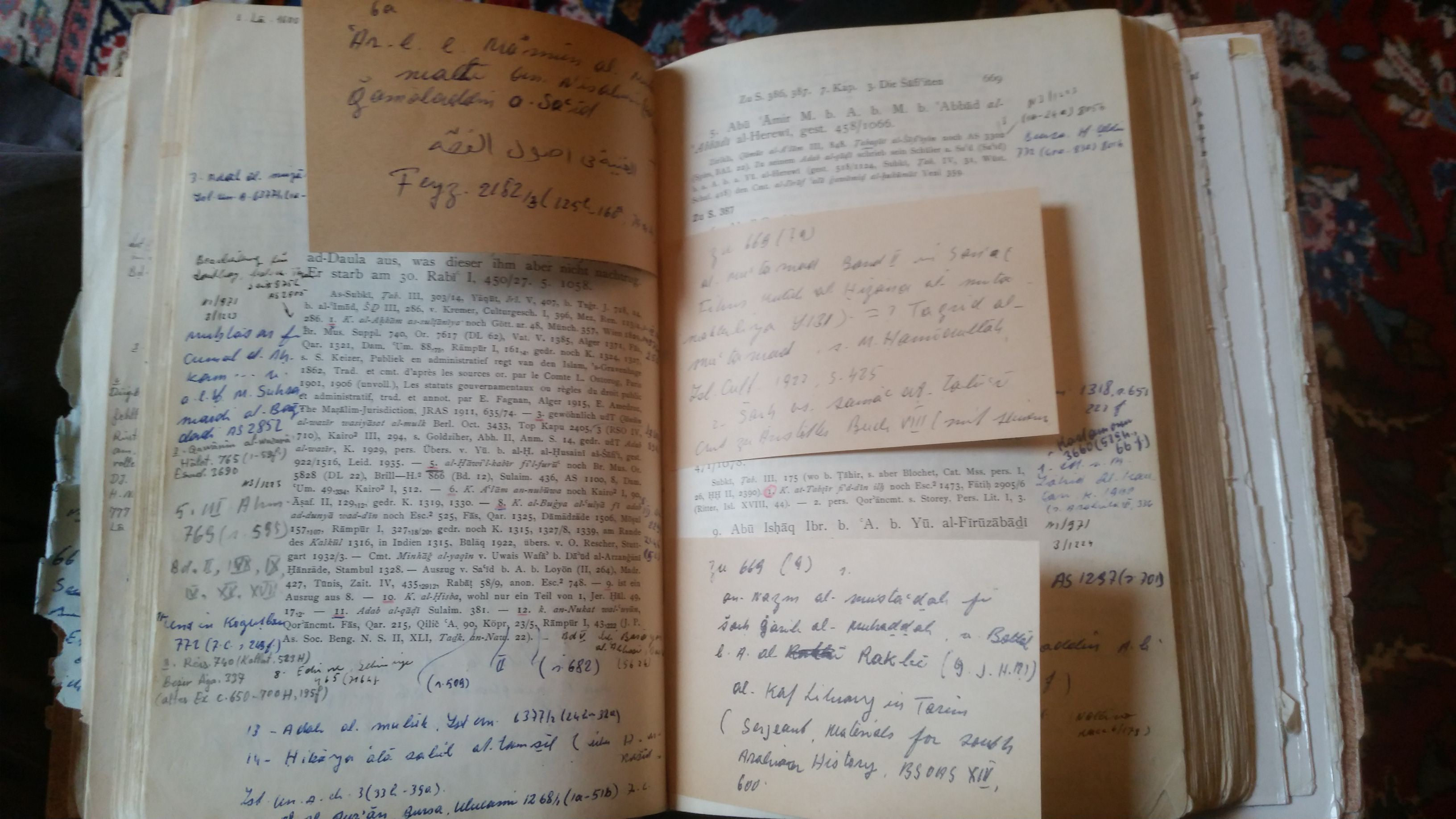
Sezgins Handexemplar von Carl Brockelmann: Geschichte der arabischen Litteratur. Supplement 1 von 1937

## Leben und Werk
Fuat Sezgin wuchs in der anatolischen Kleinstadt Bitlis auf. Er studierte von 1943 bis 1951 an der Universität Istanbul Islamwissenschaft und Arabistik, unter anderem bei dem dort lehrenden deutschen Islamwissenschaftler Hellmut Ritter. Sezgins türkischsprachige Doktorarbeit Buhari'nin kaynakları über die Quellen des al-Buchari (810–870), des Bearbeiters einer angesehenen Hadith-Sammlung rechtsverbindlicher Traditionen des Propheten Mohammed, wies nach, dass al-Buchari auf eine Kette schriftlicher Quellen zurückgreift, die bis in den frühen Islam, also bis in das 7. Jahrhundert, zurückreichen.
Als das Militär 1960 in der Türkei putschte, verlor er seine Lehrerlaubnis. 1961 kam Sezgin deshalb nach Deutschland, wo er zunächst als Gastdozent an der Frankfurter Universität lehrte. Hier wurde die Geschichte der Naturwissenschaften im arabisch-islamischen Kulturkreis zum Schwerpunkt seiner wissenschaftlichen Arbeit und zu dem Fach, für das er sich 1965 habilitierte. Weiterhin beschäftigte er sich mit der Geschichte des arabisch-islamischen Schrifttums bis circa 1039 n. Chr. 1967 erschien der erste Band seiner Geschichte des arabischen Schrifttums, den er Willy Hartner widmete. Weitere Bände erschienen in schneller Folge. Bis kurz vor seinem Tod arbeitete Sezgin am Abschluss von Band 18. Die Reihe wurde zu einem wissenschaftsgeschichtlichen Standardwerk und hat das Zitationskürzel GAS.
Bei einer Durchsicht von Manuskripten in der Bibliothek des Imam-Reza-Schreins in der iranischen Pilgerstadt Maschhad entdeckte Sezgin 1968 vier der sieben verloren geglaubten Bücher der Arithmetica des Diophantos von Alexandria in arabischer Übersetzung. Die Bibliothekare hatten die Werke dem Autor Costa ben Luca latinus (Qustā b. Lūqā al-Ba'labakkī) aus Bagdad zugeschrieben.
1978 wurde Sezgin der erste Träger des Preises für Islamwissenschaft der König-Faisal-Stiftung von Saudi-Arabien. Diese und weitere Auszeichnungen machte er zum Grundstock einer Stiftung, mittels der er 1982 das Institut für Geschichte der Arabisch-Islamischen Wissenschaften an der Universität Frankfurt gründete. Ziel des Instituts ist es, die Stellung des arabisch-islamischen Kulturkreises in der Wissenschaftsgeschichte bekannt zu machen.

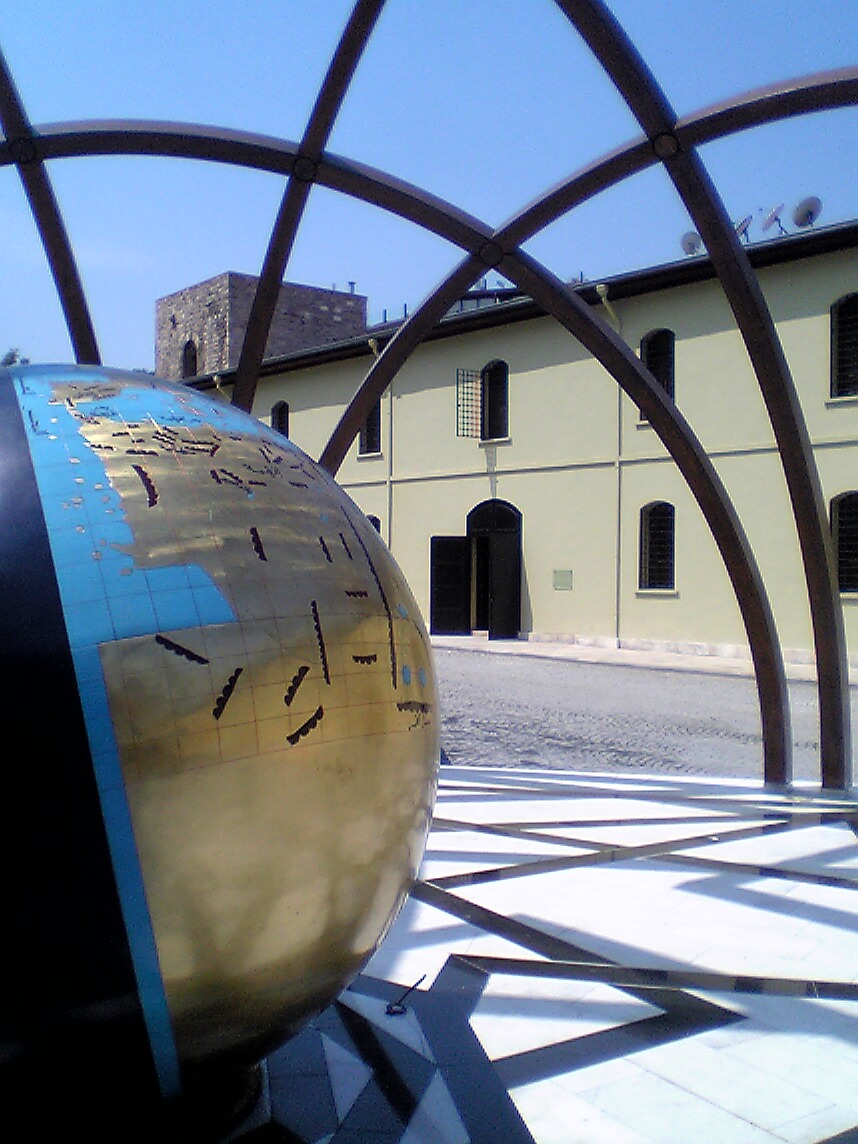
Globus mit der Weltkarte al-Ma'mūns mit umschiffbarem Afrika, 2008, vor dem Istanbuler Museum für die Geschichte der Wissenschaft und Technologie im Islam

In Istanbul richtete Sezgin das Istanbuler Museum für die Geschichte der Wissenschaft und Technologie im Islam (türkisch: İstanbul İslam Bilim ve Teknoloji Tarihi Müzesi) ein. Es befindet sich im ehemaligen Stallgebäude des Sultans im Gülhane-Park unterhalb des Topkapı-Palastes und wurde 2008 eröffnet. Seine Sammlung besteht aus etwa 800 Nachbauten von Instrumenten und Geräten, die von muslimischen Wissenschaftlern des 9. bis 16. Jahrhunderts entwickelt wurden.
2001 erhielt Sezgin das Große Verdienstkreuz der Bundesrepublik Deutschland. 2009 sollte er für seine Verdienste um den Dialog der Religionen gemeinsam mit Salomon Korn mit dem Hessischen Kulturpreis ausgezeichnet werden. Sezgin lehnte die Annahme ab, da Korn „Israels Krieg in Gaza rechtfertige“ und er daher nicht wünsche, mit Korn gemeinsam ausgezeichnet zu werden.
Am 12. Mai 2017 hinderte der Zoll den Forscher daran, Bücher aus dem Institut an der Universität in das Museum in Istanbul zu bringen. Hessische Behörden gingen davon aus, die Bücher seien mit öffentlichen Geldern beschafft worden, und es handle sich um national wertvolles Kulturgut. Ein Teil seines Manuskriptes zum 18. Band seiner „Geschichte des Arabischen Schrifttums“, das der Philosophie gewidmet sein sollte, wurde ihm in seiner Anwesenheit, wie alles andere auf seinem Schreibtisch, abgenommen und nie zurückgegeben. Sezgin durfte fortan das Institut nicht mehr betreten. Ermittlungen wegen Untreue und Verstoß gegen das Kulturgutschutzgesetz wurden später eingestellt, jedoch war noch 2023 ungeklärt, wem die Bücher gehören.
Fuat Sezgin war mit der Orientalistin Ursula Sezgin verheiratet, mit der er in Kronberg im Taunus lebte. Die gemeinsame Tochter Hilal Sezgin ist Autorin und Journalistin.
Fuat Sezgin starb am 30. Juni 2018 im Alter von 93 Jahren in Istanbul. Er wurde neben dem Museum im Gülhane-Park bestattet. Zu den Trauergästen gehörte Staatspräsident Erdoğan.

## Auszeichnungen und Ehrungen
- König-Faisal-Preis für Islamwissenschaft (1979)[14]
- Goetheplakette der Stadt Frankfurt am Main (1980)
- Verdienstkreuz 1. Klasse des Verdienstordens der Bundesrepublik Deutschland (1982)
- Großes Verdienstkreuz des Verdienstordens der Bundesrepublik Deutschland (2001)
- Benennung eines Platzes in Ankara nach Sezgin in dessen Anwesenheit (2012), mit einem Relief Sezgins von Aslan Başpınar[15]
- In der Türkei wurde 2019 zum „Prof. Dr. Fuat Sezgin-Jahr“ mit landesweiten Veranstaltungen zur Geschichte der islamischen Wissenschaften erklärt.[16]

## Mitgliedschaften
- Academy of the Arabic Language (Cairo)
- Academy of the Arabic Language (Damascus)
- Academy of the Kingdom of Morocco (Rabat)
- Iraqi Academy of the Arabic Language (Baghdad)

## Veröffentlichungen

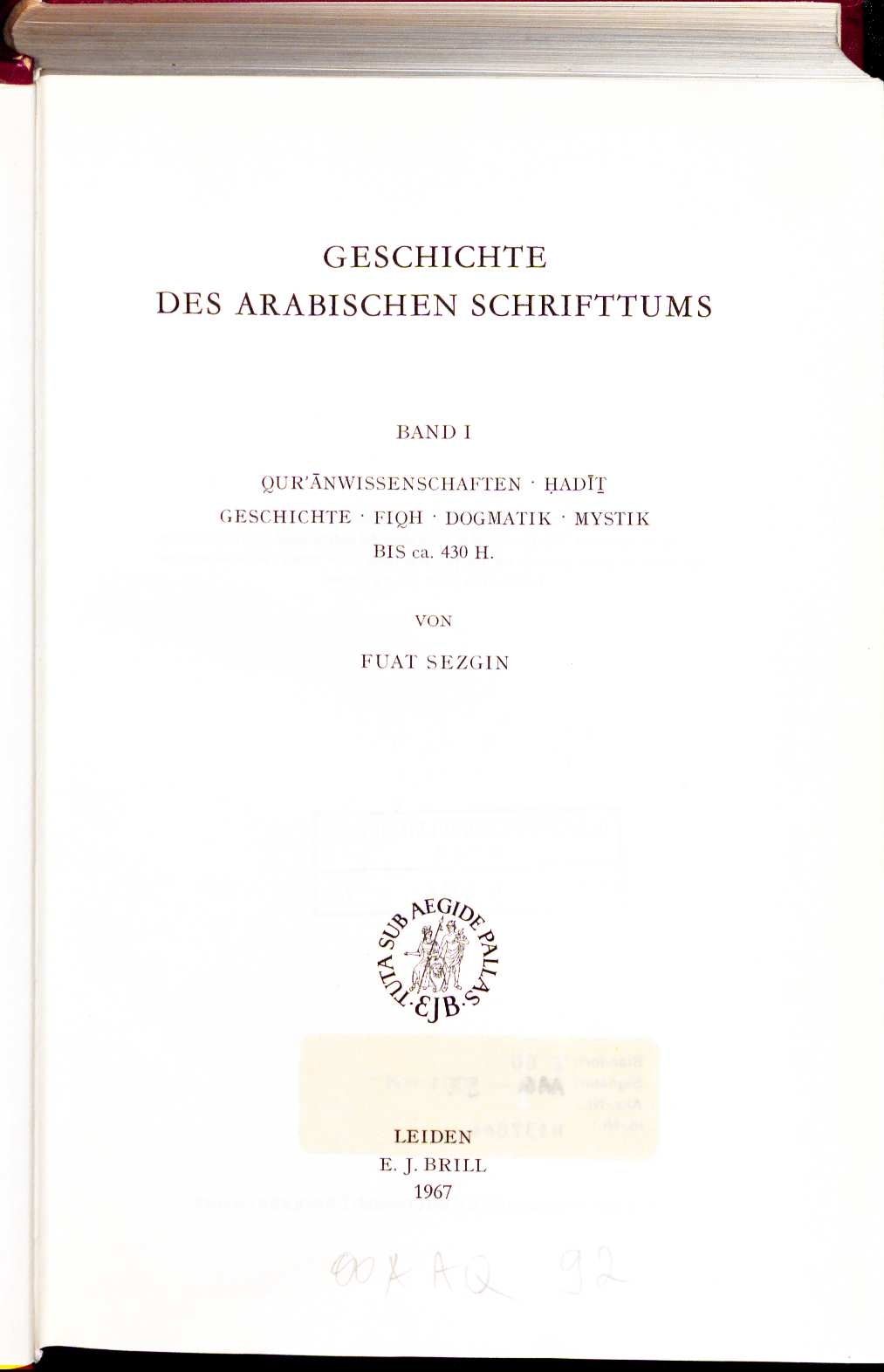
Vorsatzblatt des 1. Bandes von Sezgins Geschichte des Arabischen Schrifttums, 1967

- Geschichte des Arabischen Schrifttums, DNB 550381627.
  - Band 1: Qur’ânwissenschaften, Hadît, Geschichte, Fiqh, Dogmatik, Mystik bis ca. 430 H. Brill, Leiden 1967, DNB 458290912.
  - Band 2: Poesie bis ca. 430 H. Leiden 1975, ISBN 90-04-04376-4.
  - Band 3: Medizin, Pharmazie, Zoologie, Tierheilkunde bis ca. 430 H. Leiden 1970, DNB 750142782.
  - Band 4: Alchimie, Chemie, Botanik, Agrikultur bis ca. 430 H. Leiden 1971, DNB 750142782.
  - Band 5: Mathematik bis ca. 430 H. Leiden 1974, OCLC 61843689.
  - Band 6: Astronomie bis ca. 430 H. Leiden 1978, ISBN 90-04-05878-8.
  - Band 7: Astrologie, Meteorologie und Verwandtes bis ca. 430 H. Leiden 1979, ISBN 90-04-06159-2.
  - Band 8: Lexikographie bis ca. 430 H. Leiden 1982, ISBN 90-04-06867-8.
  - Band 9: Grammatik bis ca. 430 H. Leiden 1984, ISBN 90-04-07261-6.
  - Gesamtindices zu Band 1/9. Institut für Geschichte der Arabisch-Islamischen Wissenschaften, Frankfurt am Main 1995, DNB 956137776.
  - Band 10:  Mathematische Geographie und Kartographie im Islam und ihr Fortleben im Abendland, historische Darstellung. Teil 1. Frankfurt am Main 2000, ISBN 3-8298-0056-8.
  - Band 11: Mathematische Geographie und Kartographie im Islam und ihr Fortleben im Abendland, historische Darstellung. Teil 2. Frankfurt am Main 2000, ISBN 3-8298-0057-6.
  - Band 12: Mathematische Geographie und Kartographie im Islam und ihr Fortleben im Abendland, Kartenband. Frankfurt am Main 2000, ISBN 3-8298-0058-4.
  - Band 13: Mathematische Geographie und Kartographie im Islam und ihr Fortleben im Abendland. Frankfurt am Main 2007, ISBN 978-3-8298-0086-0.
  - Band 14: Anthropogeographie. Teil 1: Gesamt- und Ländergeographie. Stadt- und Regionalgeographie. Frankfurt am Main 2010, ISBN 978-3-8298-0087-7.
  - Band 15: Anthropogeographie. Teil 2: Topographie – Geographische Lexika. Kosmographie – Kosmologie. Reiseberichte. Frankfurt am Main 2010, ISBN 978-3-8298-0088-4.
  - Band 16: Schöngeistige Literatur. Teil 1: Poetik, Rhetorik und Literaturtheorie, Dichterbücher, Anthologien, Kunstprosa. Frankfurt am Main, 2015, ISBN 978-3-8298-0105-8.
  - Band 17: Schöngeistige Literatur. Teil 2: Bildungs- und Unterhaltungsliteratur. Leiden 2015, ISBN 978-3-8298-0106-5.

als Hrsg.: Publications of the Institute for the History of Arabic-Islamic Science. Band 1 ff.
Weitere Arbeiten (Auswahl)

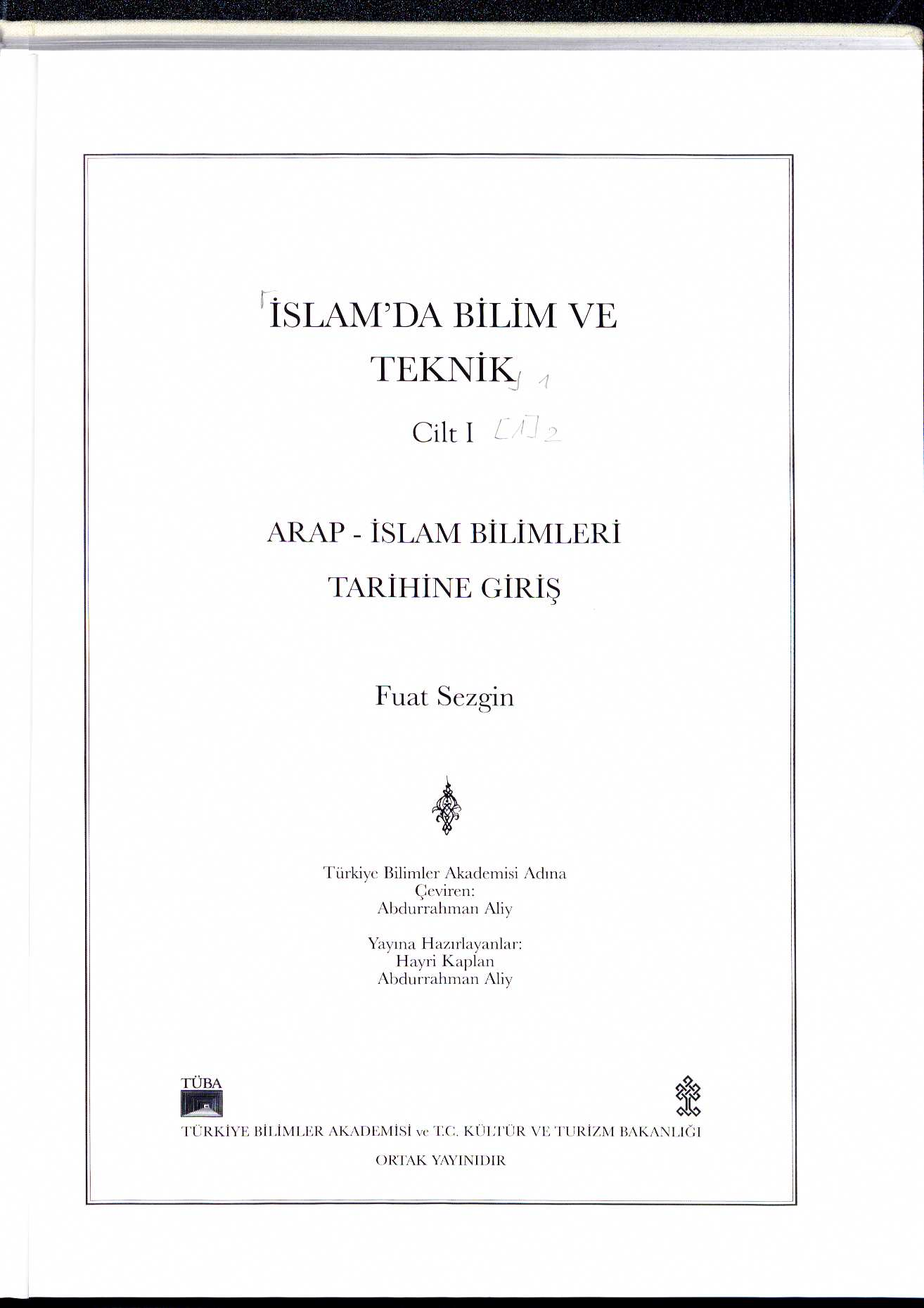
Vorsatzblatt der türkischen Ausgabe von Sezgins Wissenschaft und Technik im Islam, 2007

- Abü ‘Ubaid: Maðâz al Qour’ân. 2 Bände. Cairo 1954–1962 (Repr. Cairo 1980, Beirut 1981).
- Buhari'nin kaynakları; hakkinda araştırmalar (Die Quellen des Buchari [türkisch]). İstanbul 1956 (2. Auflage. Ankara 2000).
- „Kitâb Dalâ’il al-qibla“ li-Ibn al-Qaþþ (The „Kitâb Dalâ’il al-qibla“ by Ibn al Qaþþ). In: Zeitschrift für Geschichte der arabisch-islamischen Wissenschaften. Band 4 (1987–1988), ISSN 0179-4639, S. 7–91; (1989), S. 7–45.
- Risâlat Ibn Ridwân fi Daf’ madârr al-abdân bi-ard Miþr (Ibn Ridwân’s treatise on preventing of harmful influences upon the human body in the climate of Egypt). In: Zeitschrift für Geschichte der arabisch-islamischen Wissenschaften. Band 6, 1990, S. 7–44.
- als Hrsg.: Studies on Ibn Sīnā (d. 1037) and his medical works. 4 Bände. Frankfurt am Main 1996 (= Publications of the Institute for the History of Arabic-Islamic Science. Hrsg. von Fuat Sezgin, Band 10–13: Islamic Medicine).
- als Hrsg. mit anderen: ʿAli ibn abi l-Ḥazm al-Qarshī ibn al-Nafīs (d. 687/1288). Texts and Studies. Frankfurt am Main 1997 (= Publications of the Institute for the History of Arabic-Islamic Science. Band 79).
- mit anderen als Hrsg.: Abū ʿAlī Ibn Sīnā (d. 428/1037). Texts and Studies. Collected and Reprinted. 5 Bände, Frankfurt am Main 1999 (= Publications of the Institute for the History of Arabic-Islamic Science. Band 30–34: Islamic Philosophy).
- als Hrsg. mit Mazen Amawi, Carl Ehrig-Eggert u. a.: Ibn al-Nafis, ʿAli ibn Abi ’l-Hazm al-Qarshi (d. 1288). Texts and studies (= Islamic Medicine. Band 79). Johann Wolfgang Goethe-Universität, Frankfurt am Main 1997, ISBN 3-8298-3079-3.
- Muhâdarât fi ta’rih al-‘ulüm al-‘arabïya wa-l-kartüðrâfiya ‘inda l-‘Arab wa stimrâruhâ fi l-ðarb (Selections from: Mathematical Geography and Cartography in Islam and their Continuation in the Occident). Frankfurt 2000.
- Der Kalif al-Ma’mün und sein Beitrag zur Weltkarte. Arabischer Ursprung europäischer Karten. In: Forschung Frankfurt. 2000, S. 22–31.
- al Uþül al-‘arabïya li l-harâ’it al-urübïya bain al-qarn al-tâli t‘asara wa-t-tâmin ‘asara li l-mïlâd (The Arabic origins of European maps between the 13th and the 18th century). In: Zeitschrift für Geschichte der arabisch-islamischen Wissenschaften. Band 14, 2001, S. 7–40.
- Wissenschaft und Technik im Islam. In: Veröffentlichungen des Instituts für Geschichte der Arabisch-Islamischen Wissenschaften. 5 Bände. Frankfurt am Main 2003, ISBN 3-8298-0072-X; Band 1, Band 2, Band 3, Band 4, Band 5. Türkisch İslam'da bilim ve teknik. 5 Bände, Istanbul 2007, englisch Science and technology in Islam. Kurzfassung, Frankfurt am Main 2004.
- Arabic origin of European maps. In: Zeitschrift für Geschichte der arabisch-islamischen Wissenschaften. Band 15, 2002/2003, S. 1–23.
- Die Entdeckung des amerikanischen Kontinents durch muslimische Seefahrer vor Kolumbus. In: Geschichte des Arabischen Schrifttums. Band XIII (2006), S. 2–39 (PDF; 2,6 MB; Volltext-Scan).
- Constantinus Africanus and Arabic Medicine. The School of Salerno. Texts and Studies. Frankfurt am Main 2006 ff. (Historiography and Classification of Science in Islam).

## Sekundärliteratur
- Saad Hasan, Murat Sofuoglu: How Fuat Sezgin revived the works of forgotten Islamic-era scientists. In: TRT World, 2. Januar 2019, online, abgerufen am 22. Januar 2019.
- Rainer Hermann: Arabiens Beitrag. Zum Tod von Fuat Sezgin. Nachruf. In: faz.net, 3. Juli 2018, abgerufen am 17. Juli 2018.
- Goethe-Universität Frankfurt am Main: Islamwissenschaftler Prof. em. Fuat Sezgin gestorben. Nachruf. In: uni-frankfurt.de, 17. Juli 2018, abgerufen am 17. Juli 2018.
- Ömer Faruk Bağ: Fuat Sezgin – Ein Leben für die Wissenschaft. In: der-wisch.net, 28. Mai 2015, abgerufen am 30. Juni 2018.
- Susanne Billig: Die Karte des Piri Re’is. Das vergessene Wissen der Araber und die Entdeckung Amerikas. C. H. Beck, München 2017, ISBN 978-3-406-71351-4 (zu Sezgins These, muslimische Seefahrer seien die Erstentdecker Amerikas gewesen).
- Gerhard Endreß: Fuat Sezgin. Tradition und Aufbruch. In: quantara.de, 2. Februar 2004, abgerufen am 18. Juli 2018.

## Einzelbelege
1. ↑  Frankfurter Allgemeine Sonntagszeitung (F.A.S.). 21. Dezember 2014, S. 4.
2. ↑  F.A.S. 21. Dezember 2014, S. 4.
3. ↑  Wolfdietrich Fischer (Hrsg.): Literaturwissenschaft (= Helmut Gätje (Hrsg.): Grundriß der arabischen Philologie. Band 2. Reichert, Wiesbaden 1987, ISBN 3-88226-145-5, S. 481.)
4. ↑  Islamwissenschaftler Fuat Sezgin gestorben. (Memento des Originals vom 2. Juli 2018 im Internet Archive)  Info: Der Archivlink wurde automatisch eingesetzt und noch nicht geprüft. Bitte prüfe Original- und Archivlink gemäß Anleitung und entferne dann diesen Hinweis. In: deutschlandfunkkultur.de, erschienen und abgerufen am 2. Juli 2018.
5. ↑  Fuat Sezgin: Qusţā b. Lūqā. In: Geschichte des arabischen Schrifttums. Band 5, 1974, S. 285–286; Diophant, ebenda S. 176–179, zitiert nach Costa ben Luca latinus. In: Alcuin, Bibliothek der Scholastik. (uni-regensburg.de (Memento des Originals vom 2. Juli 2018 im Internet Archive)  Info: Der Archivlink wurde automatisch eingesetzt und noch nicht geprüft. Bitte prüfe Original- und Archivlink gemäß Anleitung und entferne dann diesen Hinweis. [abgerufen am 2. Juli 2018]). – Diophantus, Qusta Ibn-Luqa al-Balabakki, Jacques Sesiano: Books IV (four) to VII of Diophantus Arithmetica in the Arabic translation attributed to Qusta Ibn-Luqa. Springer, New York/Heidelberg/Berlin 1982; Sources in the history of mathematics and physical sciences, 3. Arithmetica; zugl.: Providence, Brown University, Dissertation Jacques Sesiano, 1975 (Reprint). Rezension: Jan P. Hogendijk, in: Historia Mathematica. Band 12, 1985, S. 82–85 (jphogendijk.nl [abgerufen am 2. Juli 2018]).
6. ↑  Costa ben Luca latinus. In: Alcuin, Bibliothek der Scholastik. (uni-regensburg.de (Memento des Originals vom 2. Juli 2018 im Internet Archive)  Info: Der Archivlink wurde automatisch eingesetzt und noch nicht geprüft. Bitte prüfe Original- und Archivlink gemäß Anleitung und entferne dann diesen Hinweis. [abgerufen am 2. Juli 2018]). Zu den Umständen der Falschzuschreibung: Norbert Schappacher: Diophantus of Alexandria. A Text and its History. Undatiertes Manuskript, S. 17 (PDF; 213 kB [22. November 2004, geändert am 13. Juni 2015, abgerufen am 27. August 2018]).
7. ↑  Siehe Publikationen des Instituts in der Deutschen Nationalbibliothek unter GND 2083102-X.
8. ↑  Museumsporträt mit virtuellem Rundgang. In: uni-frankfurt.de, abgerufen am 30. Juni 2018.
9. ↑  Andrea Dernbach: Streit um Kulturpreis: Deutschlands neue Eliten. In: Zeit Online. 6. September 2009, abgerufen am 25. Mai 2009.
10. ↑  Rainer Hermann: Arabiens Beitrag. Zum Tod von Fuat Sezgin. Nachruf. In: faz.net, 3. Juli 2018, abgerufen am 25. August 2018.
11. ↑  Marie Lisa Kehler: Wollte ein Islamforscher Bücher unterschlagen? In: faz.net, 12. Mai 2017, abgerufen am 30. Juni 2018 (online).
Volker Siefert: Wissenschaftsministerium hindert Islamforscher am Arbeiten. In: hessenschau.de, 10. Januar 2018, abgerufen am 30. Juni 2018 (online (Memento des Originals vom 30. Juni 2018 im Internet Archive)  Info: Der Archivlink wurde automatisch eingesetzt und noch nicht geprüft. Bitte prüfe Original- und Archivlink gemäß Anleitung und entferne dann diesen Hinweis.). – Hilal Sezgin: Zur Entstehung der Bibliothek von Ursula und Fuat Sezgin. Videobotschaft für die 8. Stiftungsratssitzung der Fuat-Sezgin-Stiftung zur Erforschung der Geschichte der islamischen Wissenschaften. 16. Februar 2018 (online auf YouTube, abgerufen am 30. Juni 2018.).
12. ↑  Institut für Geschichte der Arabisch-Islamischen Wissenschaften der Universität (Memento vom 7. Dezember 2011 im Internet Archive). In: uni-frankfurt.de, abgerufen am 30. Juni 2018.
13. ↑  Cumhurbaşkanı Erdoğan: 2019 yılını Prof. Dr. Fuat Sezgin İslam Bilim Tarihi yılı ilan edeceğiz. In: NTV. 1. Juli 2018 (ntv.com.tr. [abgerufen am 27. August 2018]).
14. ↑  King Faisal International Prize Winners 1979 Fuat Sezgin Germany (Memento vom 6. April 2012 im Internet Archive). In: kff.com, abgerufen am 30. Juni 2018 (PDF; 1,3 MB).
15. ↑  Prof. Dr. Fuat Sezgin Adına Yapılan Anıtı Kendisi Açtı. In: Son Dakika. 24. September 2012, archiviert vom Original (nicht mehr online verfügbar) am 25. Dezember 2018; abgerufen am 21. Juli 2018 (türkisch).  Info: Der Archivlink wurde automatisch eingesetzt und noch nicht geprüft. Bitte prüfe Original- und Archivlink gemäß Anleitung und entferne dann diesen Hinweis.
16. ↑  2019 Prof. Dr. Fuat Sezgin Yılı, offizielles Video, abgerufen am 6. Februar 2019.

| Personendaten    | Personendaten                                      |
| ---------------- | -------------------------------------------------- |
| NAME             | Sezgin, Fuat                                       |
| ALTERNATIVNAMEN  | Sezgin, Mehmet Fuat                                |
| KURZBESCHREIBUNG | türkischer Orientalist und Wissenschaftshistoriker |
| GEBURTSDATUM     | 24. Oktober 1924                                   |
| GEBURTSORT       | Bitlis                                             |
| STERBEDATUM      | 30. Juni 2018                                      |
| STERBEORT        | Istanbul                                           |